# نورمان هاريس
نورمان هاريس (بالإنجليزية: Norman Harris)‏ هو منتج أسطوانات وكاتب أغاني أمريكي، ولد في 14 أكتوبر 1947 في دانفيل في الولايات المتحدة، وتوفي في 20 مارس 1987 في فيلادلفيا في الولايات المتحدة بسبب مرض قلبي وعائي.

## وصلات خارجية
- نورمان هاريس على موقع IMDb (الإنجليزية)
- نورمان هاريس على موقع ميوزك برينز (الإنجليزية)
- نورمان هاريس على موقع أول ميوزيك (الإنجليزية)
- نورمان هاريس على موقع أول ميوزيك (الإنجليزية)
- نورمان هاريس على موقع ديسكوغز (الإنجليزية)